# Вертута
Вертута (рум. învârtită) — рулет из пресного вытяжного теста с начинкой. Блюдо молдавской кухни.
Для приготовления вертуты используется то же тесто, что и для плацинды, но с добавлением яиц и с бо́льшим количеством подсолнечного масла, чем воды. Тесто раскатывается и растягивается руками до толщины листа бумаги, покрывается тонким слоем начинки и туго скручивается в рулет, который потом сворачивается спиралью. Получившийся рулет выкладывают на противень, смазывают яйцом и выпекают в духовке. После выпечки вертуту смазывают маслом.
Начинка для вертуты может быть как солёной, так и сладкой (например с яблоками). Обычно для начинки используется брынза, творог, мясо, лук, яблоки, тыква.